# Brunneria brunnea
Brunneria brunnea är en insektsart som först beskrevs av Bruner, L. 1897.  Brunneria brunnea ingår i släktet Brunneria och familjen gräshoppor. Inga underarter finns listade i Catalogue of Life.